# Індія на зимових Олімпійських іграх 1992
Індія на зимових Олімпійських іграх 1992 в Альбервілі (Франція) була представлена двома спортсменами у гірськолижниму спорті. Індія учетверте брала участь в зимовій Олімпіаді. Індійські спортсмени не здобули жодних медалей.

## Спортсмени
| Вид спорту          | Чоловіки | Жінки | Всього |
| ------------------- | -------- | ----- | ------ |
| Гірськолижний спорт | 2        | 0     | 2      |
| Всього              | 2        | 0     | 2      |

## Гірськолижний спорт
У гірськолижному спорті Індію представляли два спортсмени в двох дисциплінах. Нанак Чанд у гігантському слаломі став 82-м з 91 тих, хто фінішував (всього було 131 учасник). Лал Чуні не фінішував у другому заїзді. У слаломі Нанак Чанд став 58-м, Лал Чуні — 61-м серед 65-ти фіналістів (всього було 119 учасників).
| Спортсмен  | Дисципліна                    | 1-й спуск | 1-й спуск | 2-й спуск | 2-й спуск | Сума    | Сума  |
| Спортсмен  | Дисципліна                    | Час       | Місце     | Час       | Місце     | Час     | Місце |
| ---------- | ----------------------------- | --------- | --------- | --------- | --------- | ------- | ----- |
| Лал Чуні   | гігантський слалом (чоловіки) | 1:39.56   |           | DNF       |           | DNF     | –     |
| Нанак Чанд | гігантський слалом (чоловіки) | 1:31.98   |           | 1:37.05   |           | 3:09.03 | 82    |
| Лал Чуні   | слалом (чоловіки)             | 1:33.80   |           | 1:29.25   |           | 3:03.05 | 61    |
| Нанак Чанд | слалом (чоловіки)             | 1:30.02   |           | 1:23.89   |           | 2:53.91 | 58    |